# Conciliul de la Konstanz

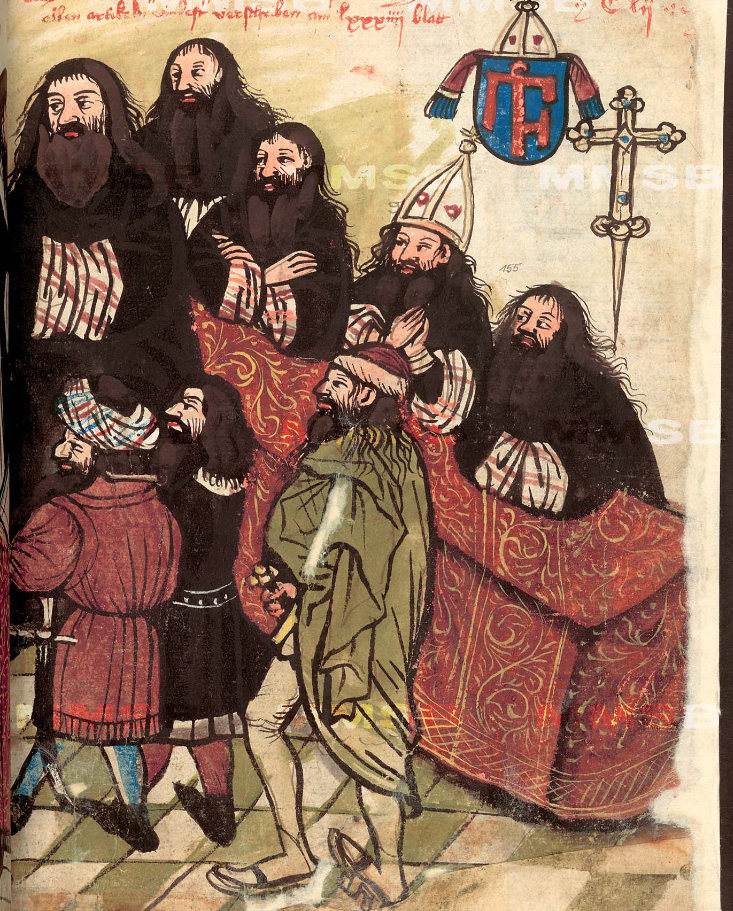
Mitropolitul Grigore Țamblac (cu mitră pe cap) la Conciliul de la Konstanz

Conciliul de la Konstanz (în latină Concilium Constantiense) a fost un conciliu ecumenic convocat de împăratul Sigismund de Luxemburg în contextul în care trei papi (Grigore al XII-lea, Benedict al XIII-lea și Ioan al XXIII-lea) își disputau concomitent conducerea Bisericii Catolice, în cadrul schismei apusene. Conciliul de la Konstanz a pus capăt schismei apusene, prin alegerea unui papă unic, în anul 1417, în persoana papei Martin al V-lea, sediul episcopului Romei fixându-se definitiv la Roma și nu la Avignon sau la Pisa.
Dorința împăratului a fost și încetarea schismei răsăritene, motiv pentru care a fost prezentă o delegație a Patriarhiei de Constantinopol, condusă de mitropolitul Grigore Țamblac.